# 樺正董
樺 正董（かば せいとう、かば まさしげ、文久3年6月7日（1863年7月22日） - 大正14年（1925年）12月27日）は、日本の数学教育家・数学者。数学教育近代化の先駆的役割を果たした。
1960年の安保闘争のとき、死去した東大女子学生樺美智子の曾祖父、社会学者樺俊雄の祖父。

## 経歴
鳥取市定府内町に生まれる。藤六、とめの長男。家庭は織物屋兼紺屋だった。
13歳の時故郷を出て大阪へ行く。これは、勉強するのに都合の良い所を見付けようとしたのであった。。しかし金は無く、ただ着のみ着ままで出たため、大阪に着いたら最早一厘の貯えもなかった。そこで、或る家に奉公することになった。主人の使い歩き、時には子守なども命令された。正董は快くこんな仕事をし、機会があれば書物を読んで勉強していた。
その後、伯父の平井太郎（当時輸出入商）を頼り東京に出、東京物理学校に籍をおき、明治14年（1881年）11月より四ヶ月間、酒井忠量に師事し数学を学んだ。
明治15年（1882年）4月埼玉県不動岡中学校の教員となり、間もなく富山師範学校に移った。
明治18年（1885年）7月より東京帝国大学理学科に入学し、一ヵ年間寺尾寿について天文学を修めた。しかも、数学はもっぱら独習し、英語、仏語、独語などの語学も勉強することを怠らなかった。美術、代数、幾何、三角、重学、天文の六科について文部省の教員免許状を受け、永らく中等学校や大学の数学教師を歴任した。
明治40年（1907年）欧米各国を巡って数学教育事情を調査研究した。欧米諸国から帰ってくると、朝鮮総督府に招かれて、約二ヵ年にわたり、朝鮮の数学教科書の編纂に従事した。
勤務した学校は不動岡中学、富山県師範学校をはじめとして、岐阜県中学校、新潟県中学校、中央幼年学校、私立成城学校、麻布中学、日本女子大学、慶應義塾大学など十指に及んでいる。

## 人物像

### 人柄
『因伯立志人物』（大正四年、鳥取佛教靑年會編纂）によれば「正董は其性質至って眞面目で、言行一致を尊び、かうと定めた事は必ず忘れないで必ず守つて行きます。人の方は忘れてゐても自分の方は忘れずに守つて行くと云ふ調子でありました。苦學して成長したのでありましたから生活も極めて質素で下駄などは表付のものは決して用ひぬ。兵児帯でも木綿でなければ用ひぬと云ふ決心で一家をなす迄は其通り行つていつたと云ふことであります。」

### 信仰
仏教について深い信仰をもっていた。

## 家族・親族

### 樺家
（鳥取県鳥取市立川町、大阪府、東京府）
- 父・藤六[4]（織物屋兼紺屋[6]）
- 母・とめ[4]
- 弟

亀蔵（判事）
良平（尼崎辺の駅長になった）
- 妹

ひで（鳥取市元大工町、池内家に嫁す）
池内綿糸店社長池内新蔵はその息子であるが、新蔵の話によると「この母親は理数の才に長じ、池内家の商いを大いに伸張し、今日の基礎を築いた」という。
貞（八頭郡出身の官吏植田重蔵に嫁す）
- 長男・剛（東京府平民[14]、会社重役[14]）

明治17年（1884年）11月生。大阪府平民樺正董長男。東亜貿易、日本曹達、沼田商店各（株）取締。
- 同妻・ミツ（大阪府人大森豊介長女）
- 同男・俊雄（社会学者）

- 女・八重[14]（東京府平民・東京毛織重役塚口慶三郎に嫁す[14][15]）

### 親戚
- 池内新蔵（実業家、池内綿糸店社長）
- 塚口慶三郎（実業家、東京毛織重役）

## 史料

### 因伯時報（大正十五年四月十一日号）
正董は64歳をもって一生を閉じた。
- 樺正董氏の遺骨は、九日、観音院で納骨

前慶應義塾大学教授樺正董氏は、昨年糖尿病に罹り享年六十四才にて長逝したが、その遺骨が本市立川町内に到着したので、去る九日午後三時上町観音院に於て納骨式を執行したが、来賓は小松崎一中校長、遠藤静修高女校長、小沢中佐、其他多数友人知己並に一中生徒総代、同氏嗣子･剛氏義弟池内氏等参列あり、午後五時半盛会裡に終了した。
尚同氏は日本数学の大家として知られ、陸軍大学女子大学等に教鞭を取り、洋行帰朝後は永く慶應義塾の教授を為し、著書頗る多く中等学校代数学教科書発行部数十万冊以上に及び、同種類教科書中最も多くの発行部数を有する。尚嗣子・剛 氏は器械輸入商として発展し、長女八重氏は東京毛織重役塚口氏に嫁し、令孫俊雄 氏は京都帝大法科に在学中にあると。